# 호소노 마사요
호소노 마사요(일본어: 細野 雅世 ほその まさよ[*], 1978년 1월 5일 ~ )는 일본의 성우. 도야마현 출신. 마우스 프로모션 소속.

## 주요 출연작

### 애니메이션
- 2001년
  - 가이스터즈 - 크리스 웨스터, 타라 샤마렐

- 2003년
  - 나루토 - 아야메
  - 울트라 매니악 - 어린 왕자
  - 최유기 RELOAD - 사오정(유년기)
  - 플리즈 트윈즈 - 시도 하루코의 엄마

- 2004년
  - 따끈따끈 베이커리 - 카와치 쿄헤이
  - 학원 앨리스 - 여우눈, 미루쿠

- 2005년
  - 격투미신 우롱 - 데비 크로팟
  - 따끈따끈 베이커리 - 삐에로 보르네제의 어머니
  - 성계의 전기 III - 리나
  - 슈가슈가룬 - 시트론

- 2006년
  - 여고생 바보군단 - 타카하시 에리코의 엄마
  - 타마&프렌즈 찾아라! 마법의 푸니푸니 스톤 - 에미 왕비

- 2007년
  - 나루토 질풍전 - 아야메

- 2010년
  - 마법소녀 이스카 - 티아
  - 사자에상 - 테츠코

- 2012년
  - 나루토 SD 록리 청춘 풀파워 인전 - 아야메

- 2016년
  - 명탐정 코난 - 카와구치 모토코(817화 엑스트라)

### 게임
- 2005년
  - 킬러 7 - 아야메 블랙번(이 게임에서 유일하게 일본어로 연기한다)

- 2007년
  - 강마영부전 이즈나 이 - 사유리, 나미, 우메, 아르테, 타츠토시, 코로나, 나즈나, 아즈키, 히메유리, 츠키, 렌게

- 2008년
  - 다크 미스트 더 뎁스 오브 다크니스 - 아르테미스 쉐도우
  - 장성기 가제트 로보 - 하야미 겐키
  - 하나요이 로마네스크 사랑과 슬픔 그것은 너를 위한 아리아 - 하즈키 마호

- 2009년
  - 위저드리 사로잡힌 혼의 미궁 - 시잉

- 2010년
  - 검과 마법과 학원물 3 - 남성 페어리, 여성 드워프

### 외화
- 24 - 니콜 팔머(메갈린 에치쿤워크)
- 84부작 삼국지 - 감부인(곽숙평)
- 다운폴 - 헬가 괴벨스
- 리지 맥과이어 - 멜리나 비안코(칼리 스크로이더)
- 메시어 이브라임 - 모모의 모친
- 버레스크 - 조지아(줄리안 허프)
- 아르센 뤼팽 2004년작 영화 - 앙리에트 뤼팽(마리 부넬)
- 아이칼리 - 필더 선생
- 어글리 베티, Eco moda - 제니 가르시아(마르타 이사벨 볼라뇨스)
- 얼티밋 포스 - 캐롤라인 월시(알렉스 레이드)
- 잭과 코디, 우리집은 호텔 스위트 룸 - 잭(딜란 스프로즈)
- 존 큐 - 줄리 버드(헤더 월쿼스트)
- 퍼니셔 - 윌 캐슬(마커스 존스)
- 풋루즈 1984년작 - 에리얼 무어(로리 싱어)
- 프라이빗 프랙티스 - 타미, 트레이시
- 하이웨이맨(DVD판) - 알렉산드라 파로(안드레아 로스)
- Medium - 사만다 에모리(아나스타샤 그리피스)
- The 4400 - 니키 허드슨(브룩 네빈)